# Zelena Morava
Zelena Morava (Bulgaars: Зелена морава) is een dorp in het noordoosten van Bulgarije. Het dorp is gelegen in de gemeente Omoertag in oblast Targovisjte. Het dorp ligt hemelsbreed 27 km ten zuidwesten van Targovisjte en 253 kilometer ten noordoosten van Sofia. 

## Bevolking
Op 31 december 2020 telde het dorp Zelena Morava 535 inwoners. Het aantal inwoners vertoont al jaren een dalende trend: in 1965 woonden er nog 885 personen in het dorp.
| Bevolkingsontwikkeling tussen 1934 en 2020          |
| --------------------------------------------------- |
|                                                     |
| Bron: Nationaal Statistisch Instituut van Bulgarije |

In het dorp wonen nagenoeg uitsluitend etnische Turken. In de optionele volkstelling van 2011 identificeerden 556 van de 563 ondervraagden zichzelf als etnische Turken - oftewel 98,8% van alle ondervraagden. 5 ondervraagden noemden zichzelf etnische Bulgaren; terwijl 2 respondenten geen etnische achtergrond hebben gespecificeerd.
| Etnische samenstelling van de respondenten (2011) | Etnische samenstelling van de respondenten (2011) | Etnische samenstelling van de respondenten (2011) | Etnische samenstelling van de respondenten (2011) | Etnische samenstelling van de respondenten (2011) |
| ------------------------------------------------- | ------------------------------------------------- | ------------------------------------------------- | ------------------------------------------------- | ------------------------------------------------- |
|                                                   |                                                   |                                                   |                                                   |                                                   |
| Bulgaren                                          | Bulgaren                                          |                                                   | 0,9%                                              | 0,9%                                              |
| Turken                                            | Turken                                            |                                                   | 98,8%                                             | 98,8%                                             |
| Roma                                              | Roma                                              |                                                   | 0,0%                                              | 0,0%                                              |
| Anders/Onbekend                                   | Anders/Onbekend                                   |                                                   | 0,3%                                              | 0,3%                                              |

Belomortsi · Balgaranovo · Dolna Choebavka · Dolno Kozarevo · Dolno Novkovo · Goljamo Tsarkvisjte · Gorna Choebavka · Gorno Kozarevo · Gorno Novkovo · Gorsko Selo · Ilijno · Kamboerovo · Kestenovo · Kozma Prezviter · Krasnoseltsi · Mogilets · Obitel · Oegledno · Omoertag · Panajot Chitovo · Panitsjino · Petrino · Plastina · Ptitsjevo · Padarino · Parvan · Rositsa · Ratlina · Stanets · Taptsjilesjtovo · Tsarevtsi · Tserovisjte · Tsjernokaptsi · Velitsjka · Velikdentsje · Verentsi · Veselets · Visok · Vrani Kon · Zelena Morava · Zmejno · Zvezditsa